# Universal+
Universal+ (pronuncia-se Universal Plus) é um grupo de canais de televisão por assinatura premium de origem norte-americana. Seu foco é a transmissão de filmes e séries exclusivos que não são vistos em outros canais. 
O serviço é de propriedade da NBCUniversal, operado pela NBCUniversal International Networks e distribuído pela Ole Distribution, uma joint venture entre a Ole Communications e a WarnerMedia.

## Histórico
A Universal+ iniciou o serviço pago em 24 de agosto de 2021, quando várias páginas e redes sociais divulgaram informações não oficiais sobre o que poderia ser o grupo de canais premium a serem lançados e comercializados na América Latina, desta forma que Ole Distribution apostaria no negócio de televisão premium com um custo adicional, anteriormente quando o Grupo HBO Latin America entrou no modelo de televisão premium, vários anos depois sua participação foi vendida para a WarnerMedia.
Em um vazamento de uma declaração oficial da DirecTV, foram revelados detalhes do pacote premium, bem como os novos canais a serem comercializados, incluindo Universal Premiere, Universal Cinema, Universal Crime, Universal Comedy e Universal Reality.
O grupo estava programado para iniciar suas transmissões em 2 de dezembro de 2021, inicialmente na DirecTV e na Sky, mas devido a problemas técnicos, o lançamento foi adiado na Sky no México e na América Central para 3 de dezembro do mesmo ano, enquanto na DirecTV foi adiado para 6 de dezembro.

## No Brasil
Inicialmente disponibilizado pela Claro TV+, atualmente é disponível tanto pela Claro TV quanto para a assinatura do Prime Video. Atualmente, estão disponíveis os canais Universal Premiere e Universal Reality. Através de um vazamento do site do Universa+ na rede X (antigo Twitter) foi informado que o canal Universal Cinema seria adicionado aos canais jáe existentes Universal Premiere e Universal Reality a partir do mês de Abril. 